# Coralliidae
Famille
Les Coralliidae sont une famille de cnidaires anthozoaires, des coraux de l'ordre des Alcyonacea.

## Liste des genres
Selon World Register of Marine Species (25 septembre 2014) :
- genre Corallium Cuvier, 1798
- genre Hemicorallium Gray, 1867
- genre Paracorallium Bayer & Cairns, 2003

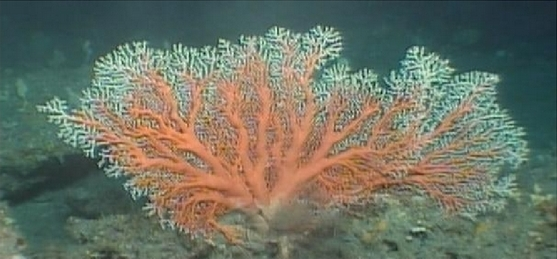
Corallium elatius
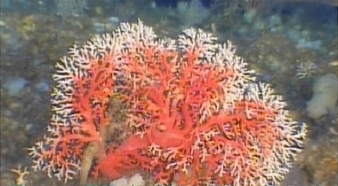
Paracorallium japonicum